# Walter Gramatté
Walter Gramatté (ur. 8 stycznia 1897 w Berlinie, zm. 9 lutego 1929 w Hamburgu) – niemiecki malarz, rysownik i grafik, zaliczany do twórców realizmu magicznego. Jego twórczość pozostawała pod wpływem wspomnień z młodości w okresie I wojny światowej oraz walki ze śmiertelną chorobą. Zmarł na gruźlicę w wieku 32 lat.

## Życiorys
Zwolniony z wojska wskutek złego stanu zdrowia, uczył się malarstwa w studium przy Królewskiej Szkole Sztuk Pięknych Muzeum Rzemiosła Artystycznego w Berlinie.
Po rozwodzie z pierwszą żoną ożenił się powtórnie w roku 1920 z rosyjską kompozytorką i pianistką Sophie Carmen Fridman.
Zaprzyjaźnił się z artystami z kręgu grupy Die Brücke: Erichem Heckelem i Karlem Schmidt-Rottluffem.
Najwcześniejszymi pracami Gramattégo są miedzioryty suchą igłą, wyrażające jego stan psychiczny nieustannego napięcia. Świadczy o tym też seria 21 litografii pod wspólnym tytułem Autoportret z domami z roku 1923. Potem zajął się akwarelą.
Poszukując zdrowego klimatu, Gramatté wyjechał z żoną w 1924 do Hiszpanii, skąd powrócił w 1926.
Zmarł na gruźlicę w roku 1929 i został pochowany na berlińskim cmentarzu Wilhelmshagen, pod nagrobkiem zaprojektowanym przez Karla Schmidt-Rottluffa.
W osiem lat po śmierci władze hitlerowskie zaliczyły jego dzieła do „sztuki zdegenerowanej”.
Jego żona wyszła powtórnie za mąż w roku 1934 za historyka sztuki Ferdynanda Eckhardta i przyjęła nazwisko Sophie-Carmen Eckhardt-Gramatté. Po II wojnie światowej wyjechała do Kanady. Tam powstała The Eckhardt-Gramatté-Foundation w Winnipeg.

## Galeria

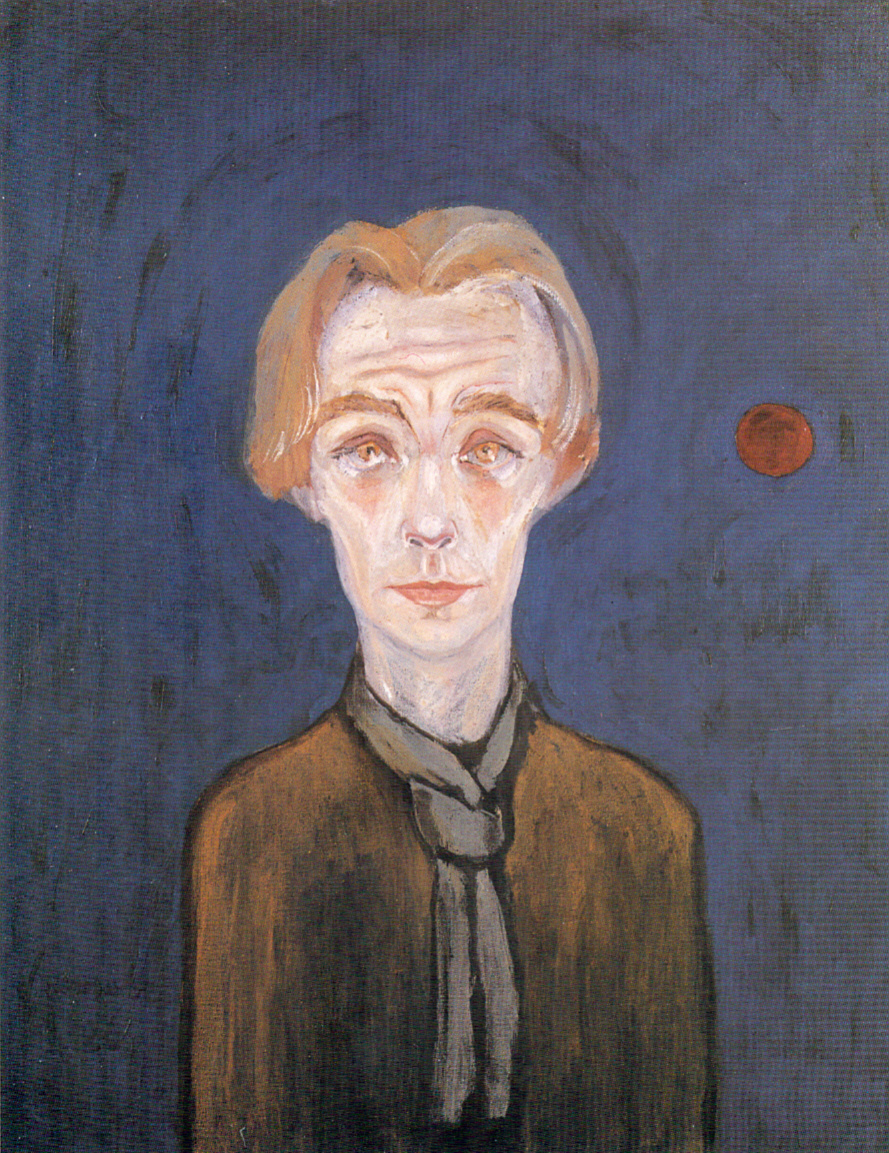
Autoportret z czerwonym księżycem, 1926

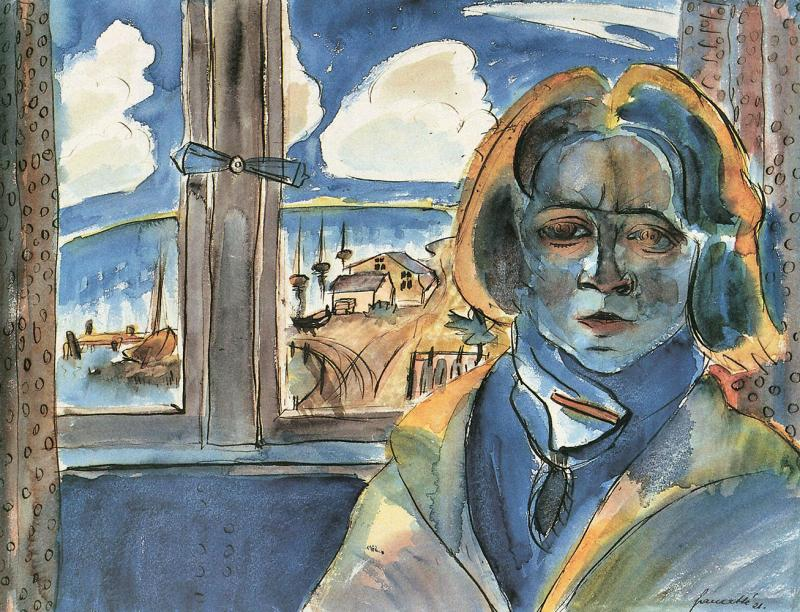
Portret Sonii Gramatté, 1921

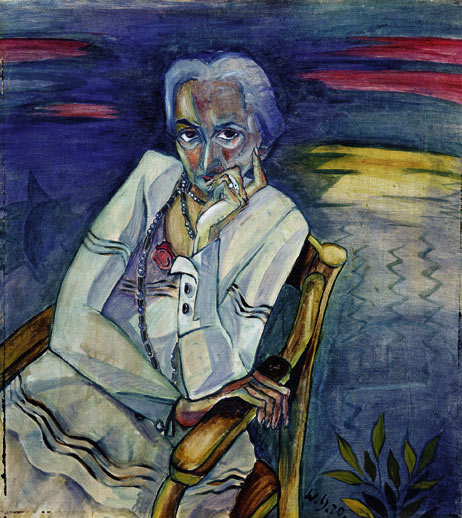
Portret Rosy Schapire, 1920

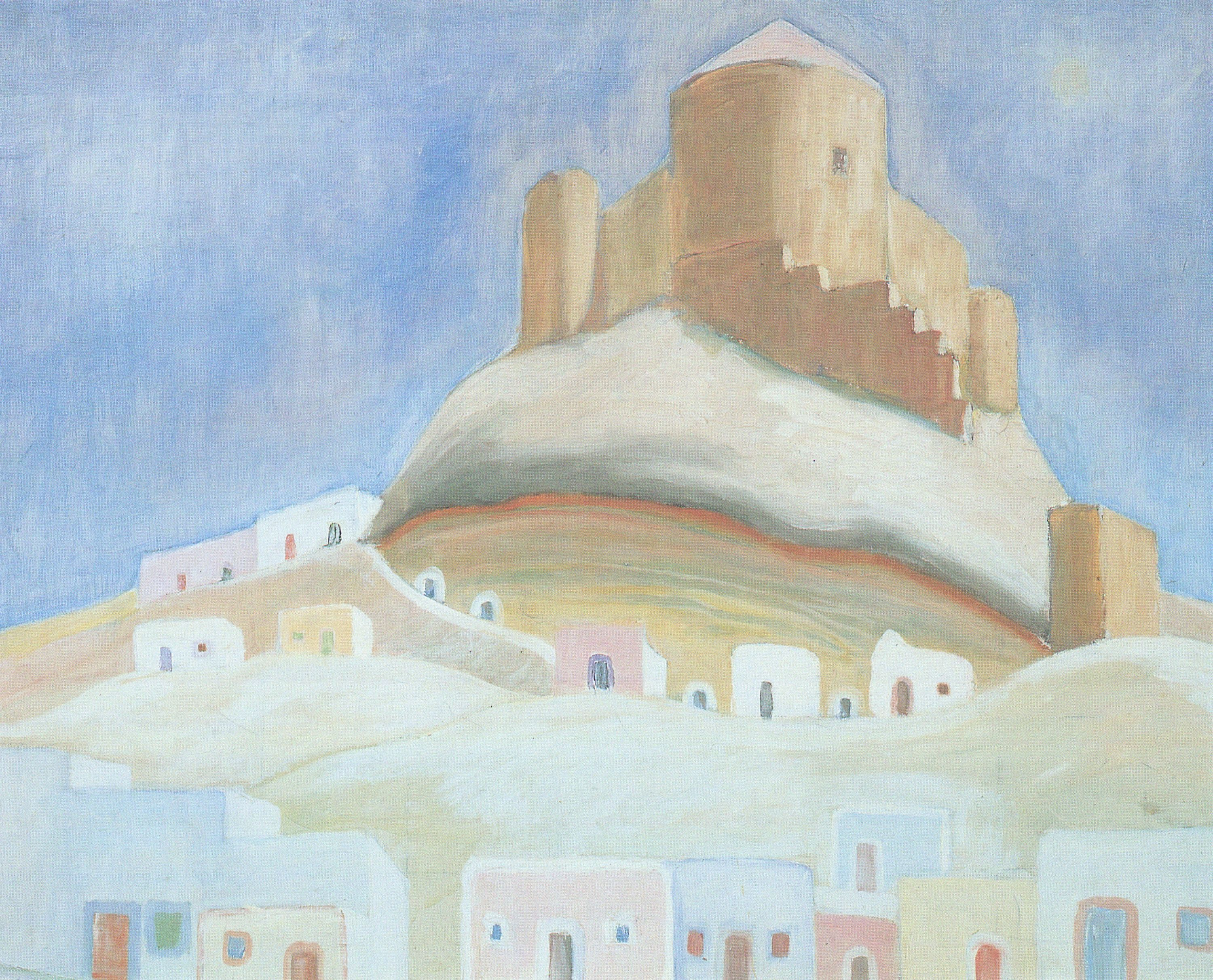
Almería (Hiszpania), 1926

## Internet
- Biografia. poll-berlin.de. [zarchiwizowane z tego adresu (2012-02-06)].
- Biografia. deutsche-expressionisten.de. [zarchiwizowane z tego adresu (2009-12-17)].